# ОМШ „Корнелије Станковић” Трстеник
ОМШ „Корнелије Станковић” у Трстенику једна је од установа основног образовања и једина музичка школа у општини Трстеник.
Школа је основана 2002. године, носи име значајног српског композитора Корнелија Станковића, првог школованог српског музичара и савременика Вука Караџића. Од школске 2020/2021. године настава у матичној школи се одвија у новим просторијама које су добијени од Општине Трстеник решењем бр: 022- 123/2019-01 од 24. 12. 2019. године. Решењем Министарства просвете, науке и технолошког развоја од 7. октобра 2020. године испуњени су прописани услови у погледу школског простора, опреме и наставних средстава.

## Школа данас
Настава се обавља у две врсте образовања: шестогодишњe и четоворогодишњe основнo музичкo oбразовање. Образовно-васпитни рад организује се у матичној школи и пет издвојених одељења: одељење при ОШ „Миодраг Чајетинац Чајка” у Грабовцу, одељење при ОШ „Раде Додић” у Милутовцу, одељење при ОШ „Љубивоје Бајић” у Медвеђи, одељење при ОШ „Јован Јовановић Змај” у Стопањи, одељење при ОШ „Добрица Ћосић” у Великој Дренови. Настава се одвија на одсецима за: клавир, виолину, кларинет, саксофон, флауту, хармонику, гитару, соло певање и српско традиционално певање.
Школа се све боље рангира на Фестивалима и такмичењима музичких школа, како у земљи тако и у иностранству, забележени су изузетни резултати на бројним такмичењима. Велики одзив деце за упис је један од разлога сталног процеса усавршавања организације наставе и прилагођавања савременим тенденцијама у образовању.
Рад наше школе почива на следећим циљевима: 
- Развој интелектуалних капацитета и знања деце и ученика неопходних за разумевање природе, друштва, себе и света у коме живе, у складу са њиховим потребама, могућностима и интересовањима;
- Оспособљавање за рад, даље образовање и самостално учење;
- Усвајање, разумевање и развој социјалних и моралних вредности, демократски уређеног, хуманог и толерантног друштва;
- Поштовање права деце, људских и грађанских права и основних слобода и развијање способности за живот у демократски уређеном друштву;
- Развијање свести о значају заштите и очувања природе и животне средине;
- Развијање другарства и пријатељства, вредности заједничког времена које проводе и подстицање на индивидуалне одговорности;
- Рад на подизању квалитета концертне делатности;
- Промовисање ученика и њихових постигнућа;
- Начин организације рада школе „Школа као систем”;
- Ваннаставне активности које ће мотивисати ученике и учинити их животно испуњеним и успешнијим;
- У школи ученици и наставници јавно презентују своје таленте и постигнућа;
- Школа је место где тимски рад отвара бројне могућности, у њој је важна размена искустава и подизање квалитета рада.

Циљ је да осим своје образовно-васпитне улоге наставе да развијају концертну делатност као и сарадња са еминентним професорима у земљи и ван ње и повећање броја одржавања мајсторских курсева. Школске 2021/22. године ОМШ „Корнелије Станковић” је обележила значајан јубилеј – 20 година од оснивања.

## Учешће у пројектима
- 2019/20. Учешће у пројекту + ; пројекат мобилности за школе (КА1)
- 2023/24. Учешће у пројекту WIENER STADTICH „Са Моцартом на крилима музике”. Наступ ученика у великој дворани Коларчеве задужбине у Београду.

## Награде и признања
Број постигнућа на републичким, регионалним, интернационалним такмичењима у периоду од школске 2021/22. године до школске 2023/24. године је видно повећан што говори о расту, развоју и подизању стандарда квалитета рада.
- 2021/22. Награђених ученика 84;
- 2022/23. Награђених ученика 65;
- 2023/24. Награђених ученика 100; Републичких награда 33, међународних 13, регионалних 54 награде.